# Armand Baeyens
Armand Baeyens (Denderleeuw, 22 de junio de 1928-1 de julio de 2013)  fue un ciclista belga que fue profesional entre 1946 y 1956 consiguiendo 7 victorias, la más importante de ellas fue una etapa del Tour de Francia.

## Palmarés
- 1949
  - Vencedor de una etapa de la Volta a Cataluña
- 1950
  - Vencedor de una etapa del Critèrium del Dauphiné Libéré
- 1951
  - Vencedor de una etapa del Tour de Francia
  - 1º en Aaigem
- 1952
  - 1º en Denderhoutem
- 1953
  - 1º en Aaigem
- 1954
  - 1º en Aaigem

## Resultados en el Tour de Francia
- 1950. 23.º de la clasificación general
- 1951. 40.º de la clasificación general. Vencedor de una etapa. Llevó el maillot amarillo durante 6 etapas